# Луцій Квінкцій Фламінін
Лу́цій Кві́нкцій Фламіні́н (лат. Lucius Quinctius Flamininus; 227/232 — після 184 року до н. е.) — політичний, державний та військовий діяч Римської республіки, консул 192 року до н. е.

## Життєпис
Походив з патриціанського роду Квінкціїв. Син Тита Квінкція Фламініна. 
У 201 році до н. е. став еділом, а у 199 році до н. е. його обрано претором. У 198 році до н. е. служив легатом в армії свого брата Тита Фламініна у війні проти Філіппа V, царя Македонії. Луцій Фламінін брав участь у захопленні м. Еретрія, а також у перемовинах із спартанських царем Набідом. Після цього з 196 до 194 рік до н. е. очолював римський флот в Егейському морі. Також займався переправою римлян з Греції до Італії.
У 192 році до н. е. був обраний консулом разом з Гнеєм Доміцієм Агенобарбом. Воював проти галлів на півночі Цізальпійської Галлії. У 190 році до н. е. служив легатом Луція Корнелія Сципіона Азіатіка у війні проти Антіоха III Селеквида, царя Сирії. По поверненню до Риму брав участь у політичних протиборствах на боці роду Сципіонів. Тому цензор Марк Порцій Катон Старший, звинувативши Фламініна у недостатньому виконанню своїх обов'язків на посаді консула, вигнав останнього з сенату. Подальша доля Луцій Квінкція Фламініна невідома.